# Marco Polo (1962)
Marco Polo ist ein italienischer Abenteuerfilm aus dem Jahre 1962. Regie führten Hugo Fregonese und Piero Pierotti.

## Handlung
Der Film handelt von der Reise Marco Polos von Venedig nach China im Jahr 1270. Vom Papst hat dieser den Auftrag bekommen, eine Botschaft und ein Geschenk an die Chinesen zu überbringen. Während der Reise erlebt Marco Polo zahlreiche Abenteuer, so muss er Prinzessin Amuray, die Tochter des Großen Khans, aus den Fängen von Räubern befreien.
Marco Polo lernt auch Cuday, den Neffen des Großen Khans, kennen, der in einem buddhistischen Kloster lebt und seinen Onkel des Machtmissbrauchs bezichtigt. Er weiß allerdings nicht, dass dahinter der Premierminister Mongka steckt.
Am Hofe des Großen Khan in Peking wird Marco Polo gastfreundlich begrüßt und bringt Prinzessin Amuray zu ihrem Vater. Mongka aber misstraut dem Fremden.
Marco Polo wird als Unterhändler zu Cuday geschickt, um einen Frieden zwischen dem Großen Khan und Cuday auszuhandeln. Unterwegs wird auf Befehl Mongkas ein Mordanschlag auf Marco verübt, den er aber überlebt. Mongka setzt den Großen Khan ab und nimmt Amuray gefangen, um sie zur Hochzeit zu zwingen und damit seine neue Stellung als Herrscher zu legitimieren.
Von einem alten Chinesen lernt Marco den Gebrauch des Schwarzpulvers. Mit Cuday stellt er einige Bronzegeschütze her, die den Truppen Cudays die Eroberung Pekings ermöglichen. Cuday und der Große Khan versöhnen sich.
Trotz seiner Liebe zu Amuray entscheidet sich Marco Polo ungebunden zu bleiben und seine Reisen fortzusetzen.

## Kritik
Das Lexikon des internationalen Films nannte Marco Polo einen „schauprächtigen Abenteuerfilm“ und der Mitteldeutsche Rundfunk resümierte: „Die Geschichte ist sehr frei erzählt, bezaubert aber durch exotische Schauplätze und eine berührende Liebesgeschichte.“